# Gavà (kommun)
Gavà är en kommun i Spanien.   Den ligger i provinsen Província de Barcelona och regionen Katalonien, i den östra delen av landet, 500 km öster om huvudstaden Madrid. Antalet invånare är 46 488. Arean är 31 kvadratkilometer. Gavà gränsar till Sant Climent de Llobregat, Viladecans, Castelldefels, Sitges och Begues. 
Terrängen i Gavà är kuperad åt nordväst, men åt sydost är den platt.